# Sagduction

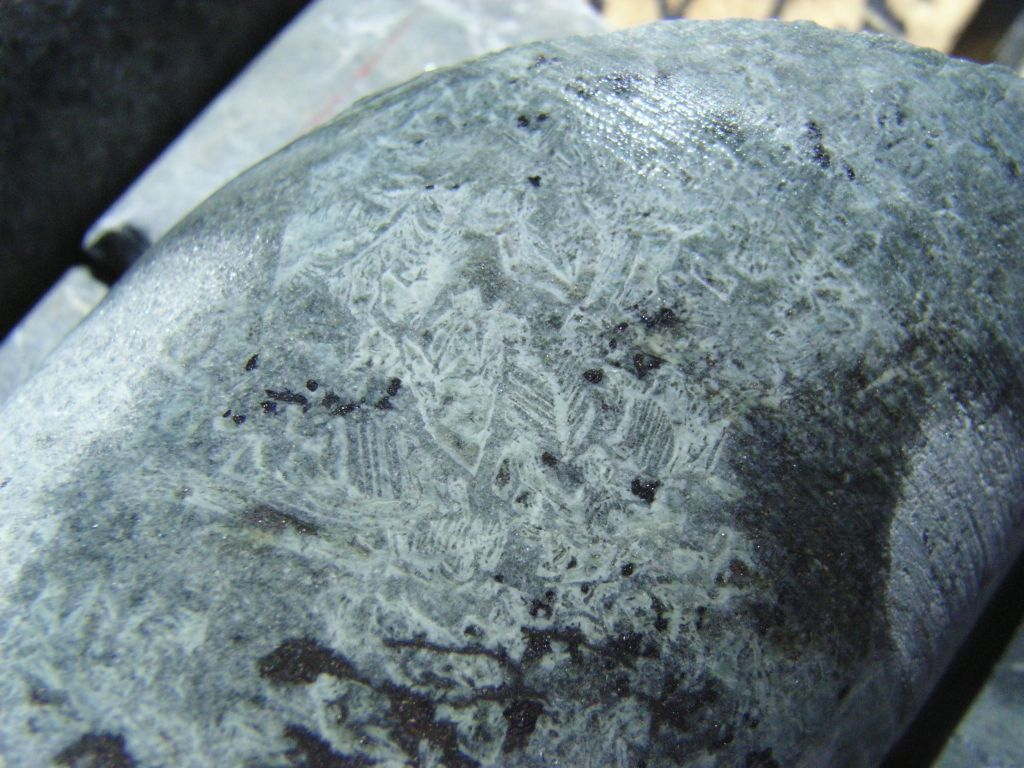
Carrote de komatiite serpentinisée prélevée dans le dôme de Widgiemooltha (Australie Occidentale).

La sagduction définit un phénomène géologique à l'Archéen et l'Hadéen, introduit par Gorman et al. en 1978, lié à une instabilité de roches de différentes densités. Cette différence abouti à une enfoncement de l'unité plus dense à état solide (komatiites) dans une unité moins dense, fonctionnement inverse du phénomène de diapirisme.
Ce phénomène explique la tectonique verticale, le magmatisme sanukitoïdes et la création de bassin primitifs, en milieu de plaque tectonique, fréquente avant -2,5 Ga.

## Description du phénomène
Ce concept a été introduit par Gorman et al. en 1978 ; il décrit un gradient inverse de densité qui se met en place lorsqu'une unité très massive (des laves ultrabasiques de type komatiites avec d = 3,3) se mettent en place sur une unité de plus faible densité (par exemple : croute archéenne composée essentiellement de TTG avec d = 2,7),.
Cet état instable se met en place et se rééquilibre par un enfoncement des roches les plus denses dans l'unité moins dense (enfoncement des komatites dans la croute composée de TTG dans l'exemple précédent), constituant un mouvement opposé au diapirisme. Une fois qu'il a été initié par les roches denses, le phénomène est amplifié par la remontée active des roches moins denses sur les côtés du diapir inversé.

## Tectonique verticale dans les modèles archéen et hadéen
Ce phénomène est fréquemment utilisé dans les modèles géologiques archéens et hadéens pour expliquer la tectonique verticale au milieu de plaque tectonique. À ces époques, il n'existe pas d'épaississant crustal comme on peut l'observer aujourd'hui, l'activité de convection mantellique est plus importante, il ne se forme pas de reliefs dans de grandes chaines de collision. La tectonique archéenne et hadéenne se manifeste par une forte composante horizontale dans les déformations tectoniques liées aux mouvement de plaques. Le phénomène de sagduction est invoqué pour expliquer les déformations verticales à l'état solide.  Le phénomène de sagduction a disparu avec :
- l'évolution de la chimie du manteau conduisant à la disparition de mise en place de komatiites vers -2,5 Ga (les masses basaltiques ayant une densité trop faible pour initier une sagduction),
- et l'épaississement des plaques lithosphériques qui a augmenté durant l’Archéen[1].

## Magmatisme spécifique lié à la sagduction
L'enfoncement des roches ultrabasiques dans la croute peut conduire à sa fusion et sa contamination par un magma de TTG. Ce magmatisme très spécifique produit des granitoïdes calco-alcalins très riche en magnésium, présentant souvent des phénocristaux de feldspath potassique appelé sanukitoïdes. Ces granites constituent tout de même 5 à 10 % des roches de l'Archéen.

## Mécanisme atypique de formation de bassins sédimentaires primitifs
La sagduction, peut ainsi crée des dépressions en milieu de plaque, lié à l'enfoncement des roches plus denses, et permettre l'accumulation de dépôts sédimentaires dans un contexte de bassins primitifs (Hadéen à Archéen) dont le mécanisme n'existe plus après -2,5 Ga environ.